# Сен-Жюльен-ле-Ру
Сен-Жюлье́н-ле-Ру (фр. Saint-Julien-le-Roux, окс. Sant Julien le Roux) — коммуна во Франции, находится в регионе Рона — Альпы. Департамент коммуны — Ардеш. Входит в состав кантона Верну-ан-Виваре. Округ коммуны — Турнон-сюр-Рон.
Код INSEE коммуны — 07257.

## Население
Население коммуны на 2008 год составляло 89 человек.
| 1962 | 1968 | 1975 | 1982 | 1990 | 1999 | 2008 |
| ---- | ---- | ---- | ---- | ---- | ---- | ---- |
| 133  | 149  | 132  | 111  | 109  | 91   | 89   |

## Экономика

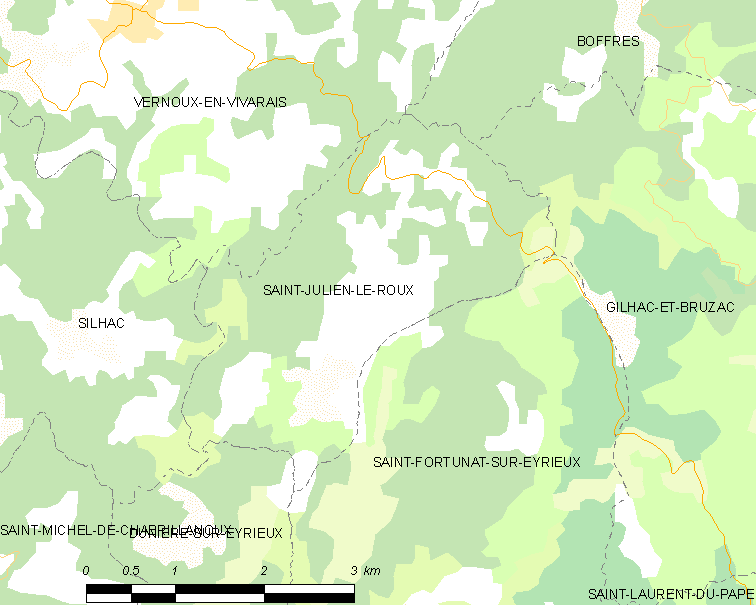
Карта коммуны

В 2007 году среди 57 человек в трудоспособном возрасте (15—64 лет) 39 были экономически активными, 18 — неактивными (показатель активности — 68,4 %, в 1999 году было 67,7 %). Из 39 активных работали 35 человек (20 мужчин и 15 женщин), безработных было 4 (3 мужчин и 1 женщина). Среди 18 неактивных 2 человека были учениками или студентами, 10 — пенсионерами, 6 были неактивными по другим причинам.